# Bundesliga de 1975–76
A Bundesliga de 1975–76, denominada oficialmente de Fußball-Bundesliga 1975/1976, foi a 13.º edição da principal divisão do futebol alemão. O campeão foi o Borussia Mönchengladbach que conquistou seu 4.º título na história do Campeonato Alemão.

## Premiação
| Bundesliga de 1975–76                           |
| Renânia do Norte-Vestfália                      |
| ----------------------------------------------- |
| BORUSSIA MÖNCHENGLADBACH Bicampeão (4.º título) |